# Zielona (Proszowice)
Pour les articles homonymes, voir Zielona.
Zielona est une localité polonaise de la gmina de Koniusza, située dans le powiat de Proszowice en voïvodie de Petite-Pologne.